# Haus Germete

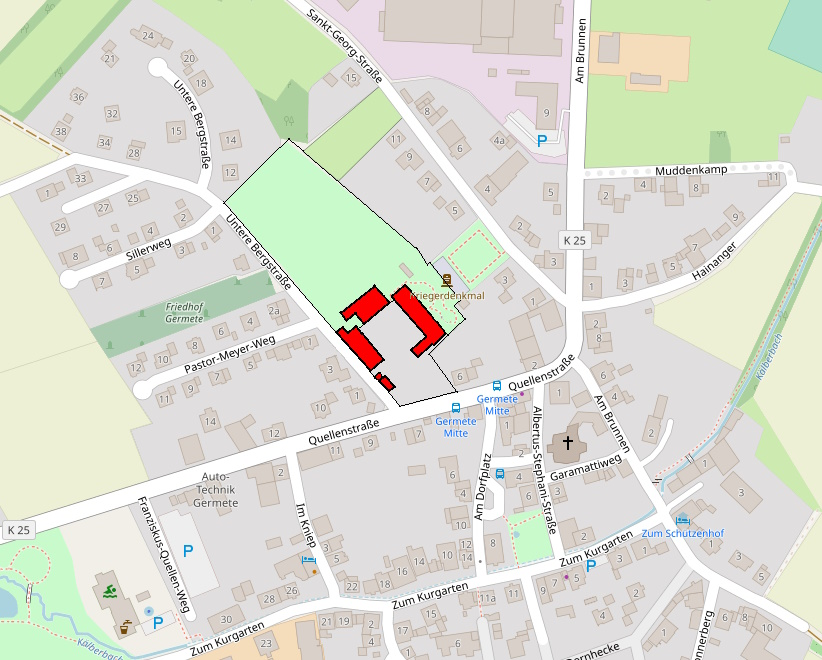
Lageplan heute

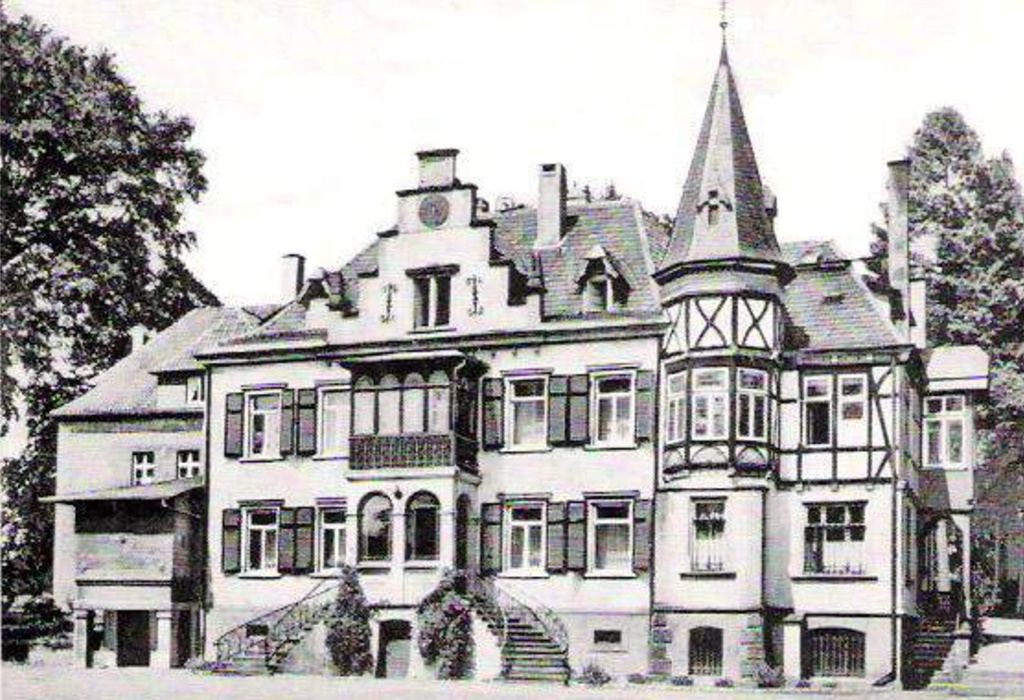
Das Wohnhaus (ca. 1920)

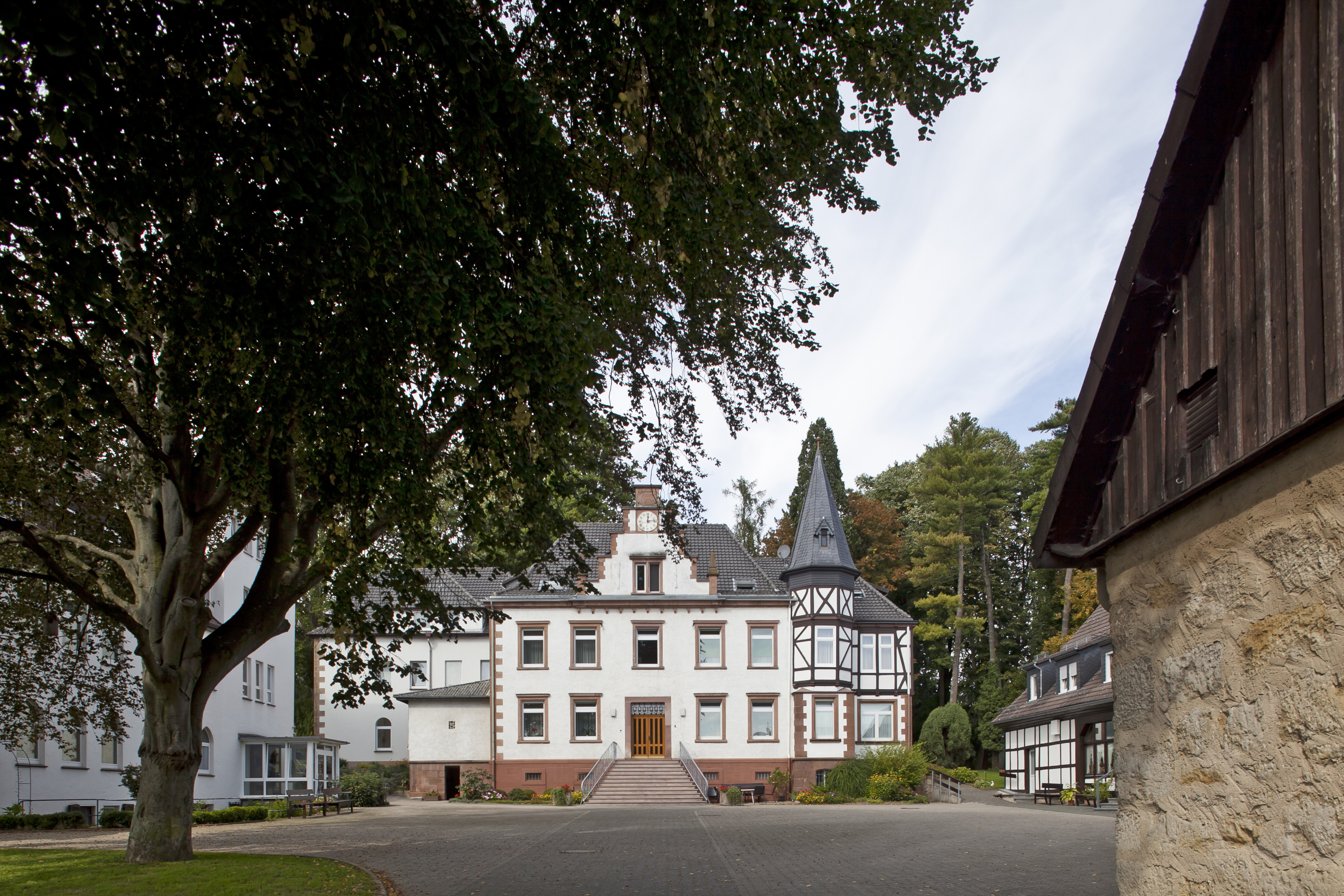
Der ehemalige Wirtschaftshof (2011)

Haus Germete bezeichnet einen ehemaligen Gutshof im Warburger Ortsteil Germete, Quellenstraße 8, der vom 17. bis 19. Jahrhundert von der Familie Berendes (auch Berndes) bewirtschaftet wurde und seit 1926 als Mutterhaus der Gemeinschaft Serviam – Herz-Jesu-Institut – Schwestern von Germete dient.

## Geschichte

### Der Hof Berendes
Die Geschichte des Hofes beginnt mit Matthias Berndes (1604–1678), der als „diutissime consul hujus pagi“ (langjähriger Konsul dieses Gaues) bezeichnet wurde. Im Erbgang kam der Hof an seinen Nachfahren, den Gutsbesitzer Johann Franz Philipp Berendes. Er heiratete 1819 Jeanette Antoinette Hennemann, eine Tochter des Cansteiner Oberförsters Emmerich Hennemann und dessen Frau Adolphine von Schledorn. Ihr Sohn Peter Berendes erbte den Hof, während ihre Tochter Sophia Maria Berendes 1847 in den Spiegelhof des Germeter Bauern Anton Nolte einheiratete.

### Auslagerung und Neubau nach dem Dorfbrand 1857
1857 brannte der Hof Berendes gemeinsam mit dem halben Dorf Germete ab und wurde sofort danach durch Peter Berendes am nördlichen Ortsrand als moderner Gutshof mit freistehendem Wohnhaus, Parkanlage und separaten Ställen und Scheunen neu errichtet. In dem Zusammenhang erwarb Peter Berendes auch eine im 18. Jh. entdeckte Mineralquelle oberhalb der Teichmühle „hinter der Brücke zum Kurgelände“ und wurde Gründungsmitglied der „Germeter Quellgenossenschaft“. 1886 verkaufte die Familie Berendes den Hof an den Fabrikanten August Siller, der das schlichte Gutshaus im Zeitgeschmack zu einer Villa im Stil der Neorenaissance ausbauen und dazu einen Park anlegen ließ. Er erschloss 1889 die nach ihm bekannte Sillerquelle. 1904 später erwarb ein Major Franke aus Wiesbaden das Anwesen und nutzte es gemeinsam mit seiner Frau als Sommerresidenz. 1918 kaufte der Bauer und Müller Wilhelm Wennekamp das Haus.

### Das "Herz-Jesu-Institut Serviam, Schwestern von Germete"
1922 gründete Pastor Wilhelm Meyer in Königsborn bei Unna, bewegt durch die Not vieler alleinstehender Mütter nach dem Ersten Weltkrieg, das Herz-Jesu-Institut für Familienpflege und Seelsorgehilfe. Ihr trat auch Clementine Tillmann aus Germete bei. Durch Vermittlung und mit Bürgschaft ihres Vaters Johannes Tillmann konnte das Institut 1926 den Hof für 40.000 RM erwerben. In Germete übernahmen die Schwestern Dienste in der Gemeinde wie ambulante Krankenpflege, Küsterdienste und den Kindergarten. Die Scheune wurde zu Wohn-, Schul- und Wirtschaftsräumen ausgebaut und „Josefshaus“ genannt. 1938 wurden Schwestern nach Brasilien berufen. Im Folgejahr ordnete die Geheime Staatspolizei aus Bielefeld die Auflösung des Institutes an und vertrieb Pastor Meyer, seine 86-jährige Mutter und die Schwestern aus dem Haus Germete. Das Gut konnte jedoch von der Genossenschaft der Franziskanerinnen von Waldbreitbach erworben und im Sinne des Gründers weitergenutzt werden. 
Nach Ende des Zweiten Weltkriegs kauften die Germeter Schwestern ihr Mutterhaus zurück und bauten es schrittweise weiter als Altenheim, Erholungs- und Bildungsstätte aus. Zudem erfolgte seit 1949 der Aufbau von Tochterinstituten in Santa Catarina und Goiânia in Brasilien, seit 1978 in Bolivien und seit 2002 in Mosambik. Das Josefshaus wurde von ca. 2000 bis 2023 von der Zukunftswerkstatt Ökumene e. V. als Herberge und Tagungsort für Gruppen, die sich in der Ökumenischen Bewegung engagieren, genutzt. Im Juni 2022 feierten die Germeter Serviam-Schwestern das 100-jähriges Bestehen ihrer Gemeinschaft mit einem von Weihbischof Matthias König geleiteten Festgottesdienst und 150 Gästen aus drei Kontinenten.

## Quelle und Weblinks
- Homepage von Serviam